# Poproč (district de Košice-okolie)
Poproč (allemand : Allerheiligen bei Kaschau) , est un village de Slovaquie situé dans la région de Košice.

## Histoire
Première mention écrite du village en 1255.
La localité fut annexée par la Hongrie après le premier arbitrage de Vienne le 2 novembre 1938. En 1938, on comptait 1625 habitants dont 25 d'origines juives. Elle faisait partie du district de Cserhát-Encs (hongrois : Cserhát-encsi járás). Le nom de la localité avant la Seconde Guerre mondiale était Poproč/Mindszent. Durant la période 1938 - 1945, le nom hongrois Jászómindszent était d'usage. À la libération, la commune a été réintégrée dans la Tchécoslovaquie reconstituée.

## Démographie

### Évolution de la population
| Année:               | 1994. | 2004.   | 2014.   | 2024.   |
| -------------------- | ----- | ------- | ------- | ------- |
| Nombre de personnes: | 2831  | 2811    | 2774    | 2647    |
| Différence:          |       | -0,70 % | -1,31 % | -4,57 % |

| Année:               | 2023. | 2024.   |
| -------------------- | ----- | ------- |
| Nombre de personnes: | 2651  | 2647    |
| Différence:          |       | -0,15 % |